# Dorking
Dorking is een plaats in het bestuurlijke gebied Mole Valley, in het Engelse graafschap Surrey. De plaats telt 17.000 inwoners.

## Geboren
- Laurence Olivier (1907-1989), acteur
- Peter Dennis (1933-2009), acteur
- Jamie Mackie (1985), voetballer